# Tipula sarajevensis
Tipula sarajevensis är en tvåvingeart som beskrevs av Gabriel Strobl 1898. Tipula sarajevensis ingår i släktet Tipula och familjen storharkrankar. Inga underarter finns listade i Catalogue of Life.